# 宇多川勝太郎
宇多川 勝太郎（うだがわ かつたろう、1939年12月3日 - 1989年7月24日）は、東京都足立区出身で宮城野部屋（入門時は高嶋部屋）に所属した大相撲力士。本名は宇田川 秀男（うだがわ ひでお）。最高位は東前頭3枚目（1962年1月場所）。得意手は左四つ、寄り。現役時代の体格は179cm、110kg。

## 来歴・人物
近所に住む肉屋の主人（横綱・吉葉山の知人であった）の紹介で、中学3年生の時に高嶋部屋へ入門。入門当時から吉葉山に可愛がられ、彼が独立した時には、行動を共にしている。1954年9月場所で初土俵を踏んだが、同期には後の横綱・柏戸がいた。
初土俵の場所では番付外と新序で続けて好成績を残したため、翌場所の番付では序ノ口を飛び越して、序二段に四股名が載った。
柏戸には出世で先行されたものの、1959年5月場所にて、19歳の若さで十両へ昇進。足立区からは初の関取。その時の新十両には自身の他、後に柏戸とともに「柏鵬時代」を築く後の横綱・大鵬がいた。十両は、優勝1回を含む負け越しなしで4場所で突破。1960年1月場所、大鵬と同時に新入幕を果たした。この時の四股名は、本名の「宇田川」。「宇多川」に改名した時期は、1961年5月場所である。
しかし、柏鵬との出世争いもここまでであった。左四つで正攻法の相撲は玄人筋からは評価されたが、攻めが遅かったことが幕内上位への定着や三役への進出を阻んだ。1962年1月場所では自己最高位となる東前頭3枚目に進出し5勝10敗と負け越したが、初日に大関・北葉山に土を付けた。また同年7月場所では4日目に大関・佐田の山を、7日目には大関・琴ヶ濱を破っており、いわゆる「銀星」は計3個挙げている。
アンコ型を生かした押し相撲の廣川と左四つからの寄りの正攻法相撲の自身という、タイプの異なる稽古相手が揃っていたことが明武谷を強くした要因であるという。
新入幕から26場所連続で幕内の座を維持したが、1964年5月場所にて、4年半ぶりに十両へ陥落。それ以降は十両と幕内とを往復するようになり、1967年3月場所では、西十両16枚目で1勝14敗と大負けして関取の地位も失った。その後は休場を続け、幕下60枚目まで下がった同年7月場所限り、27歳の若さで引退。
引退後は中村や楯山などいくつかの年寄名跡を借りて相撲協会に残っていたが、病気により親方としての職務が困難になったため、1977年12月に廃業した。
その後ちゃんこ料理店を開いたが、病気のため6年ほどで店を閉めている。
1989年7月24日、逝去。享年49。
電池仕掛けで、龍の目が光る化粧廻しで土俵入りをしたこともあったという。

## 主な成績・記録
- 通算成績：445勝442敗15休 勝率.502
- 幕内成績：207勝258敗 勝率.445
- 現役在位：71場所
- 幕内在位：31場所
- 各段優勝
  - 十両優勝：1回（1959年9月場所）

## 場所別成績
| | 一月場所 初場所（東京） | 三月場所 春場所（大阪） | 五月場所 夏場所（東京） | 七月場所 名古屋場所（愛知） | 九月場所 秋場所（東京） | 十一月場所 九州場所（福岡） |
| --- | ----------------------- | ----------------------- | ----------------------- | --------------------------- | ----------------------- | --------------------------- |
| 1954年 （昭和29年） | x                       | x                       | x                       | x                           | 新序 2–1                | x                           |
| 1955年 （昭和30年） | 東序二段70枚目 2–6      | 東序二段68枚目 4–3–1    | 東序二段59枚目 4–4      | x                           | 西序二段51枚目 5–3      | x                           |
| 1956年 （昭和31年） | 西序二段22枚目 5–3      | 東三段目90枚目 7–1      | 西三段目59枚目 5–3      | x                           | 西三段目59枚目 5–3      | x                           |
| 1957年 （昭和32年） | 西三段目15枚目 5–3      | 東三段目2枚目 5–3       | 東幕下65枚目 3–5        | x                           | 東幕下72枚目 6–2        | 東幕下55枚目 6–2            |
| 1958年 （昭和33年） | 東幕下46枚目 7–1        | 西幕下28枚目 5–3        | 東幕下24枚目 4–4        | 西幕下22枚目 4–4            | 東幕下21枚目 7–1        | 東幕下8枚目 5–3             |
| 1959年 （昭和34年） | 東幕下6枚目 6–2         | 東幕下2枚目 6–2         | 東十両21枚目 10–5       | 西十両14枚目 8–7            | 東十両12枚目 優勝 14–1  | 西十両3枚目 10–5            |
| 1960年 （昭和35年） | 西前頭15枚目 7–8        | 東前頭16枚目 8–7        | 西前頭12枚目 6–9        | 西前頭15枚目 8–7            | 西前頭10枚目 7–8        | 西前頭11枚目 8–7            |
| 1961年 （昭和36年） | 西前頭8枚目 6–9         | 東前頭10枚目 6–9        | 東前頭12枚目 9–6        | 東前頭8枚目 7–8             | 東前頭7枚目 8–7         | 東前頭4枚目 8–7             |
| 1962年 （昭和37年） | 東前頭3枚目 5–10        | 西前頭6枚目 7–8         | 東前頭6枚目 8–7         | 東前頭5枚目 3–12            | 西前頭10枚目 6–9        | 東前頭13枚目 9–6            |
| 1963年 （昭和38年） | 東前頭9枚目 7–8         | 西前頭9枚目 7–8         | 東前頭10枚目 7–8        | 東前頭11枚目 8–7            | 西前頭8枚目 6–9         | 東前頭10枚目 7–8            |
| 1964年 （昭和39年） | 西前頭11枚目 8–7        | 東前頭11枚目 5–10       | 西十両2枚目 6–9         | 東十両5枚目 12–3            | 西前頭12枚目 8–7        | 東前頭10枚目 2–13           |
| 1965年 （昭和40年） | 西十両3枚目 10–5        | 東前頭15枚目 8–7        | 西前頭10枚目 7–8        | 東前頭11枚目 1–14           | 西十両6枚目 5–10        | 東十両10枚目 6–9            |
| 1966年 （昭和41年） | 東十両14枚目 8–7        | 西十両10枚目 6–9        | 西十両14枚目 8–7        | 東十両13枚目 8–7            | 東十両9枚目 5–10        | 東十両18枚目 8–7            |
| 1967年 （昭和42年） | 東十両13枚目 6–9        | 西十両16枚目 1–14       | 東幕下20枚目 休場 0–0–7 | 東幕下60枚目 引退 0–0–7     | x                       | x                           |
| 各欄の数字は、「勝ち-負け-休場」を示す。 優勝 引退 休場 十両 幕下 三賞：敢=敢闘賞、殊=殊勲賞、技=技能賞 その他：★=金星 番付階級：幕内 - 十両 - 幕下 - 三段目 - 序二段 - 序ノ口 幕内序列：横綱 - 大関 - 関脇 - 小結 - 前頭（「#数字」は各位内の序列） |                         |                         |                         |                             |                         |                             |

### 幕内対戦成績
| 青ノ里       | 6    | 9  | 浅瀬川 | 1 | 0  | 朝ノ海 | 0 | 2 | 東錦       | 1 | 0 |  |  |  |
| 愛宕山       | 1(1) | 1  | 天津風 | 3 | 4  | 荒岐山 | 2 | 0 | 荒波       | 2 | 2 |  |  |  |
| 泉洋         | 2    | 0  | 一乃矢 | 3 | 2  | 岩風   | 4 | 3 | 及川       | 2 | 3 |  |  |  |
| 追手山       | 2    | 3  | 扇山   | 2 | 4  | 大晃   | 5 | 5 | 岡ノ山     | 2 | 0 |  |  |  |
| 小城ノ花     | 4    | 11 | 海山   | 4 | 2  | 海乃山 | 5 | 8 | 開隆山     | 2 | 6 |  |  |  |
| 金乃花       | 7    | 13 | 北ノ國 | 1 | 0  | 北の洋 | 1 | 1 | 北の冨士   | 0 | 1 |  |  |  |
| 北葉山       | 1    | 3  | 君錦   | 2 | 10 | 清勢川 | 8 | 2 | 鬼竜川     | 1 | 0 |  |  |  |
| 麒麟児       | 1    | 0  | 栗家山 | 1 | 1  | 黒獅子 | 0 | 1 | 高鐵山     | 3 | 3 |  |  |  |
| 琴ヶ濱       | 1    | 1  | 琴櫻   | 1 | 3  | 逆鉾   | 3 | 0 | 佐田の山   | 1 | 3 |  |  |  |
| 沢光         | 2    | 2  | 潮錦   | 2 | 2  | 信夫山 | 1 | 0 | 新川(玉響) | 3 | 1 |  |  |  |
| 大豪         | 3    | 1  | 大鵬   | 0 | 3  | 大雄   | 0 | 2 | 玉嵐       | 2 | 1 |  |  |  |
| 玉乃海       | 0    | 2  | 玉乃嶋 | 0 | 1  | 常錦   | 8 | 6 | 鶴ヶ嶺     | 2 | 6 |  |  |  |
| 出羽錦       | 2    | 7  | 天水山 | 2 | 0  | 時津山 | 3 | 1 | 栃王山     | 2 | 1 |  |  |  |
| 栃ノ海       | 2    | 7  | 栃光   | 1 | 3  | 豊國   | 4 | 6 | 鳴門海     | 2 | 0 |  |  |  |
| 成山         | 1    | 1  | 羽黒花 | 2 | 6  | 羽黒山 | 3 | 6 | 長谷川     | 0 | 1 |  |  |  |
| 福田山       | 3    | 4  | 房錦   | 4 | 8  | 富士錦 | 1 | 4 | 双ツ龍     | 3 | 1 |  |  |  |
| 星甲         | 3    | 1  | 前田川 | 1 | 8  | 松前山 | 0 | 1 | 宮ノ花     | 0 | 1 |  |  |  |
| 宮柱         | 1    | 1  | 豊山   | 1 | 1  | 義ノ花 | 0 | 4 | 若駒       | 2 | 0 |  |  |  |
| 若杉山       | 4    | 5  | 若秩父 | 4 | 7  | 若天龍 | 4 | 2 | 若浪       | 4 | 3 |  |  |  |
| 若鳴門       | 4    | 2  | 若ノ海 | 5 | 5  | 若ノ國 | 4 | 6 | 若乃洲     | 0 | 1 |  |  |  |
| 若乃花(初代) | 0    | 1  | 若羽黒 | 7 | 6  | 若前田 | 5 | 6 | 若見山     | 2 | 2 |  |  |  |

## 改名歴
- 宇田川 勝太郎（うだがわ かつたろう）1955年1月場所 - 1961年3月場所
- 宇多川 勝太郎（うだがわ - ）1961年5月場所 - 1963年1月場所
- 宇多川 秀吾（ - しゅうご）1963年3月場所 - 1964年1月場所
- 宇多川 寿雄（ - としお）1964年3月場所 - 1964年7月場所
- 宇多川 勝太郎（ - かつたろう）1964年9月場所 - 1965年5月場所
- 宇多川 雷藏（ - らいぞう）1965年7月場所 - 1966年9月場所
- 宇田川 勝太郎（うだがわ かつたろう）1966年11月場所 - 1967年7月場所

## 年寄変遷
- 中村 秀男（なかむら ひでお）1967年7月 - 1969年11月
- 楯山 秀男（たてやま - ）1969年11月 - 1974年1月
- 大鳴戸 秀男（おおなると - ）1974年1月 - 1975年1月
- 雷 秀男（いかづち - ）1975年1月 - 1977年10月（廃業）